# Cymothales marginatus
Cymothales marginatus is een insect uit de familie van de mierenleeuwen (Myrmeleontidae), die tot de orde netvleugeligen (Neuroptera) behoort. 
Cymothales marginatus is voor het eerst wetenschappelijk beschreven door Mansell in 1987.